# Punto Fijo
Punto Fijo – miasto portowe w Wenezueli, w stanie Falcón, na półwyspie Paraguaná.
186 tys. mieszkańców (2010).
W mieście rozwinął się przemysł rybny oraz stoczniowy.